# Aşık Veysel Meslek Yüksekokulu
Aşık Veysel Meslek Yüksekokulu (deutsch Berufsschule Aşık Veysel, Wort für Wort: Berufshochschule) ist eine 1994 gegründete Hochschule im Ort Şarkışla der Provinz Sivas in der Türkei und ist angegliedert an die Sivas Cumhuriyet University. Pro Jahr werden etwa 700 Studenten ausgebildet. Namensgeber ist der türkische Volksdichter Aşık Veysel.

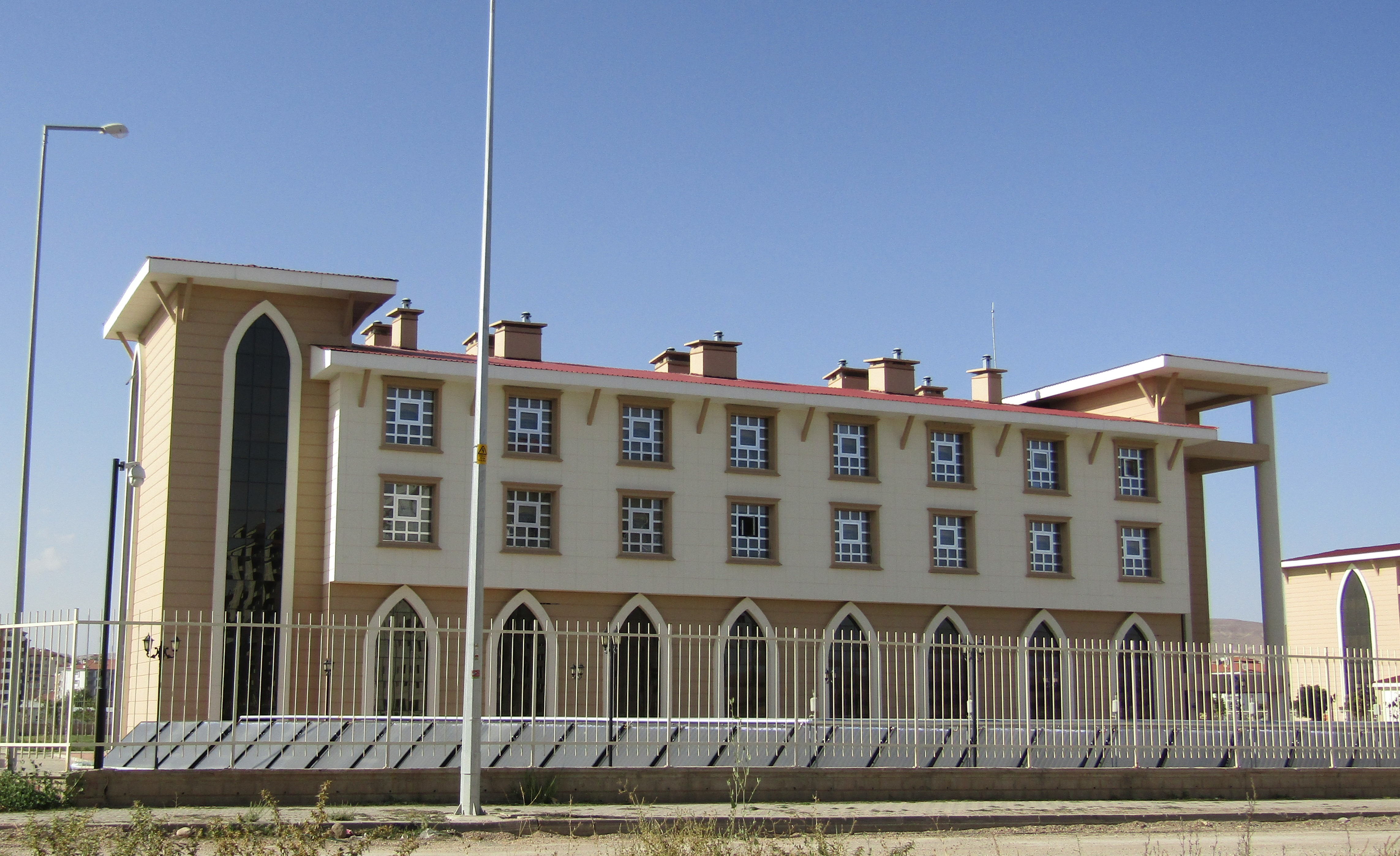
Wohnheimgebäude (Vorderer Block -2)

Die Studierenden wohnen im angrenzenden vierblöckigen Studentenwohnheim.

## Programme
- Büromanagement,
- Kinderentwicklung,
- Banken und Versicherungen,
- Finanzverwaltung,
- Apothekendienste,
- Öffentlichkeitsarbeit,
- Veterinärlabor.

## Veranstaltungen
Eine Gedenkfeier für den Volksdichter Aşık Veysel findet jedes Jahr am 21. März statt, dem Todestag des Dichters. Die Schüler werden mit Fahrzeugen zum Dorf Sivrialan transportiert. Die Schüler singen seine Lieder im Chor. Es ist zur Tradition geworden, an Aşık Veysels Geburtstag im Schulgebäude einen Kuchen anzuschneiden und Volkslieder zu singen.

## Internationale Zusammenarbeit
Schüler des dänischen Marselisborg Gymnasiums besuchten die Schule im März 2010. Für den in den Niederlanden lebenden türkischen Maler Seyfeddin Soysal wurde eine Gedenkfeier abgehalten.